# Neopaganesimo polacco
Il neopaganesimo polacco è il movimento neopagano venuto alla luce in Polonia all'inizio del XIX secolo, espresso da un insieme eterogeneo di gruppi e personalità di orientamento culturale e politico diverso. Tra i suoi precursori ci fu un certo numero di scrittori, artisti e intellettuali, alcuni dei quali si ispiravano alla religione paleoslava. La critica alla religione ufficiale della Polonia portò vicino al movimento neopagano polacco anche alcuni pensatori anti-cattolici.

## XIX secolo
- Adam Czarnocki (1784-1825), etnografo e archeologo panslavista.
- Bronisław Trentowski (1808-1869), pedagogo e filosofo panteista.
- Andrzej Niemojewski (1864-1921) attivista nazionalista e antisemita.
- Stanislaw Pientkowski, attivista nazionalista e antisemita.
- Jan Hempel (1877-1937), socialista.
- Marian Wawrzeniecki, pittore.
- Josef Hoene-Wronski (1776-1853), filosofo anticattolico.
- Stanislaw Brzozowski (1878-1911), anticattolico
- Juliusz Słowacki (1809-1849), scrittore anticattolico.
- Stanisław Wyspiański, scrittore anticattolico.
- Riszard Berwinski, scrittore e attivista nazionalista.

## XX secolo
- Circolo degli adoratori di Swiatowid (KCS), fondato nel 1921 da Wladyslaw Kolodziej.
- Associazione Lechita Slawa (SLS), nata da una costola del KCS nell'immediato dopoguerra, ebbe vita brevissima.
- Tribù dal cuore cornuto (SRS), fondata nel 1929 dallo scultore Stanislaw Szukalski.
- Demiurg, piccolo gruppo neoplatonico fondato da Bronislaw Miazgowski.
- Zadruga, movimento fondato nel 1935 da Jan Stachniuk.
- Jozef Niecko, attivista del movimento contadino di sinistra.
- Ignacy Solarz, attivista del movimento contadino di sinistra.
- F. Walczowski, pittore.
- Zofia Stryjeńska, pittrice.
- Stanislaw Jakubowski, pittore.
- Klan Ausran, fondato nel 1954 dal linguista Ryszar Ignacy Danka.
- Unione polacca per la comunità nazionale (PZWN), formazione politica fondata nel 1965 da Bolesław Tejkowski.
- Jarotanie o Amici della gioventù lechita (Druzba Mlodziezy Lechieckej), gruppo giovanile di Poznań (1988-1990).
- Editrice Toporzel di Breslavia, di orientamento "zadrughista".
- Gruppo nazionale per gli studi concettuali (NZKS), fondato da Andrzej Wylotek nel 1991 a Varsavia.
- Unione Sociale Nazionale, piccolo partito politico fondato nel 1992 da Antoni Feldon, ispirato alle idee di Jan Stachniuk.
- Shri vidya, gruppo di Varsavia che coniuga religione paleoslava e yoga indiano. Fondato a Varsavia da Adam Wojtanek.
- Chiesa nativa polacca, fondata nel 1995 a Varsavia; cercò di coniugare la religione paleoslava con la magia e la parapsicologia.
- Chiesa slava polacca (PKS), fondata a Toruń negli anni ottanta da un gruppo di archeologi.
- Unione per la religione nativa (Zrzeszenie Wiary Rodzimej, sigla ZRW, oppure Rodzima Wiara), fondata nel 1994 dallo storico Stanislaw Potrzebowski (che assunse il nome di Staszko di Wroclawia) e di ispirazione zadrughista. Ha sede a Breslavia (dove ebbe luogo il primo raduno il 23 marzo 1996) e una sezione a Poznań che pubblica la rivista Lechia Stragona. Talvolta ha usato anche le denominazioni "Confessione dei lechiti" (Wyznanie Lechitów), "Confessione lechitica" (Wyznanie Lechickie) e "Confessione paleopolacca" (Wyznanie Prapolskie).
- Accademia slava, piccolo gruppo di tendenza panslavista.
- Associazione per la tradizione e la cultura Niklot, fondata nel 1997 e di carattere radical-nazionalista.
- Ordine zadrughiano del lupo nordico, organizzazione nazionalsocialista formata soprattutto da skinhead e attiva in Pomerania.
- Fronte d'acciaio (Stalowy Front), gruppo di giovani emigrati polacchi negli Stati Uniti
- Cellula Svantevit (Svantevit Cell), di Boleslaw Czachor, gruppo di vecchi zadrughisti residenti negli Stati Uniti.
- Movimento black metal, pubblica svariati bollettini in diverse città della Polonia.
- Sezioni polacche delle organizzazioni internazionali Order of the Sun, Black order, Bälder e Pagan front.
- Jantar rivista del movimento ecologista di Poznan, diretta da Albert Kiszkurno e confluita nei primi anni novanta nella rivista Zaden diretta da Rafal Jakubowski e con sede a Szczawno-Zdrój (in Slesia).
- Igor Stapko, attivista della Federazione Verde (Federacja Zielonych) di tendenze eco-anarchiche. In occasione dei solstizi, Stapko celebra rituali pagani.
- Zakorzenienie ("radice"), bollettino che tratta i temi del neopaganesimo nel contesto della cultura etnica.
- Zielone Brygady ("brigata verde"), bollettino ecologista vicino alle tematiche neopagane.